# Gonçalo Sampaio
Gonçalo António da Silva Ferreira Sampaio, född 29 mars 1865 i Calvos e Frades, Portugal, död 28 juli 1937 i Porto, var en portugisisk botaniker.